# مارکوس فریر
مارکوس وینیسوس سیموئز فریر (به پرتغالی: Marcus Vinícius Simões Freire) معروف به مارکوس (زاده ۶ دسامبر ۱۹۶۲) بازیکن سابق تیم ملی والیبال مردان برزیل و مدیر شرکت توسعه فیلم و نوشتار است. فریرا به همراه تیم ملی برزیل به مدال نقره بازی‌های المپیک تابستانی ۱۹۸۴ رسید.